# Chuck Lorre
Chuck Lorre (rođen kao Charles Michael Levine 18. listopada 1952.) je američki televizijski pisac, redatelj, producent i skladatelj. Rođen je u Bethpageu, Long Island. Radio je na mnogim američkim sitcomima, uključujući xGrace Under Fire, Dharma i Greg, Dva i pol muškarca, Teorija velikog praska i Mike & Molly.

## Vanjske poveznice
- Službena stranica
- Chuck Lorre u internetskoj bazi filmova IMDb-u (engl.)